# Glenn Theodore Seaborg
Glenn Theodore Seaborg, in svedese Glenn Teodor Sjöberg (Ishpeming, 19 aprile 1912 – Lafayette, 25 febbraio 1999), è stato un chimico statunitense.

## Biografia
Glenn Theodore Seaborg ha scoperto, con i suoi collaboratori, dieci nuovi elementi chimici ottenuti artificialmente mediante radiazioni nucleari e detti elementi transuranici, perché aventi numeri atomici superiori a quello dell'uranio (n. 92).
Nel 1940, con il fisico Edwin McMillan, sintetizzò e isolò il plutonio (n. 94). Continuando le ricerche, Seaborg sintetizzò e isolò con metodi radiochimici
- nel 1944 l'americio (n. 95) e il curio (n. 96),
- nel 1949 il berkelio (n. 97) e il californio (n. 98),
- nel 1953 l'einstenio (n. 99) e il fermio (n. 100).

Per opera di altri ricercatori fu poi la volta del mendelevio (n. 101), del nobelio (n. 102), del laurenzio (n. 103), del rutherfordio (n. 104).
Degli elementi transuranici, che sono tutti prodotti artificialmente, solo il plutonio è stato preparato su larga scala (per bombe atomiche e reattori nucleari), mentre di alcuni altri sono state ottenute quantità appena pesabili e di altri qualche milione di atomi. Inoltre, molti elementi transuranici si disintegrano in tempi brevissimi.
Nel 1951 divise con il suo collaboratore McMillan il premio Nobel per la Chimica per la scoperta dei primi 5 elementi transuranici e fu poi nominato Presidente della Commissione per l'energia atomica. È da molti considerato il fondatore della moderna chimica nucleare. A lui è stato dedicato l'elemento sintetico seaborgio (n. 106), noto precedentemente come unnilhexium. Tale scelta fu estremamente controversa, poiché all'epoca Seaborg era ancora vivo. Egli, in virtù di ciò, è il primo (il secondo è Jurij Colakovič Oganesian) scienziato a cui è stato dedicato un elemento chimico mentre era ancora in vita.
Nel 1959 gli è stato assegnato il Premio Enrico Fermi.